# Liste der Museen in Remscheid
Die Liste der Museen in Remscheid umfasst Museen in Remscheid. Sie haben unter anderem die Heimatgeschichte und die industrielle Entwicklung zum Schwerpunkt.

## Liste
| Bezeichnung              | Lage (Stadt, Ortsteil) | Bemerkungen | Bild |
| ------------------------ | ---------------------- | --- | ---- |
| Deutsches Röntgen-Museum | Remscheid-Lennep       | Historischer und fachlicher Überblick über das Schaffen Wilhelm Conrad Röntgens |      |
| Deutsches Werkzeugmuseum | Remscheid              | Umfangreiche technik-, sozial- und kulturgeschichtliche Sammlung von Werkzeugen verschiedener Jahrtausende, von der Steinzeit bis zum 21. Jahrhundert |      |
| Haus Cleff               | Remscheid-Hasten       | Patrizierhaus aus dem Rokoko mit großbürgerlich-bergischer Wohnkultur mit einer vollständig eingerichteten bergischen Küche um 1800, einem Zinnkabinett und einer umfangreichen Sammlung von Gemälden und anderen Arbeiten Johann Peter Hasenclevers (Düsseldorfer Malerschule, 1810–1853) Das Haus ist derzeit geschlossen. |      |
| Tuchmuseum Lennep        | Remscheid-Lennep       | Ähnlich dem Wülfing-Museum wird die Fabrikation der ehemaligen Tuchfabrik „Johann Wülfing & Sohn“ in Radevormwald-Dahlerau beschrieben. |      |